# Android Revolution HD

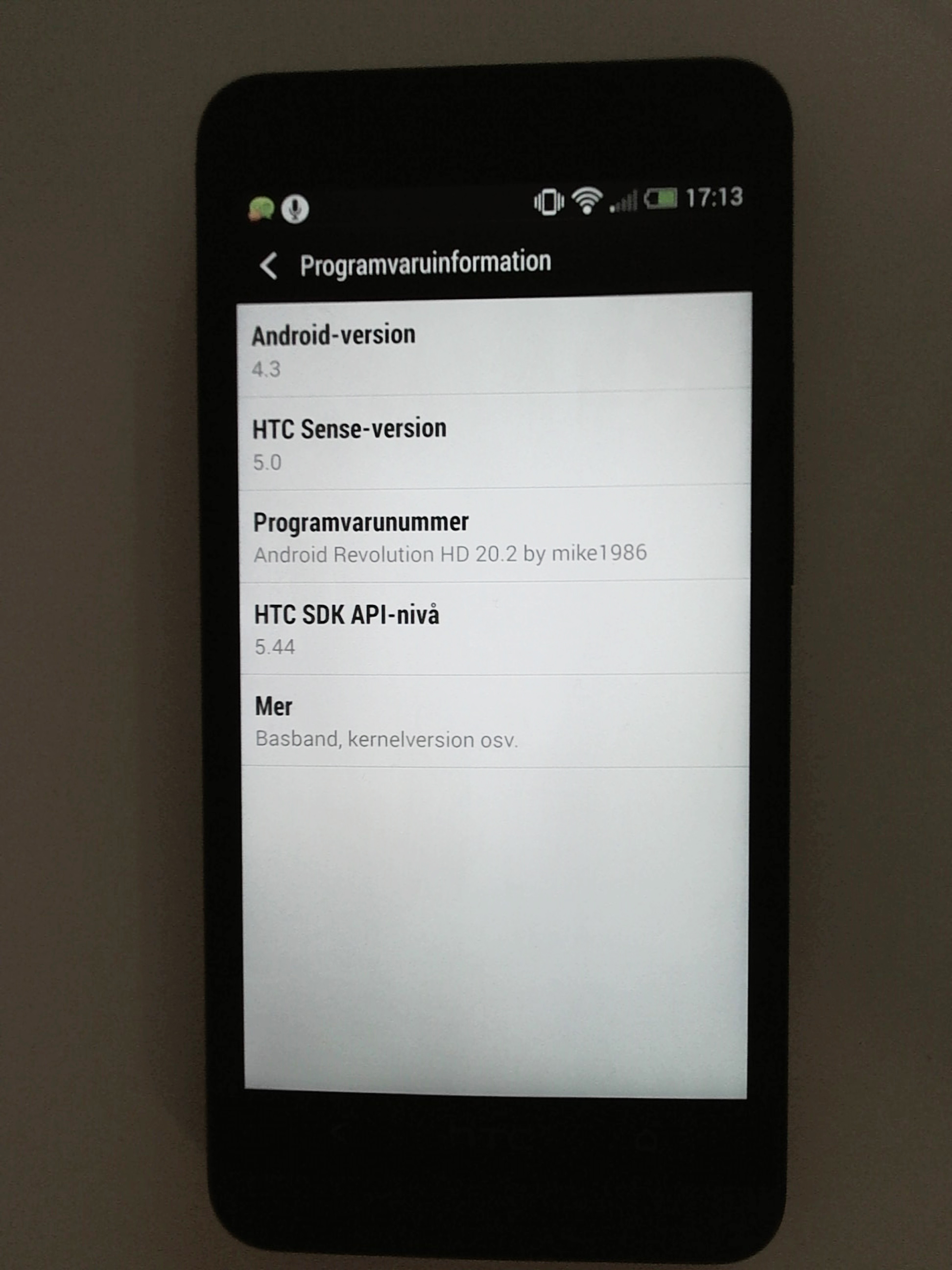
HTC One smartphone som kör Custom ROM "Android Revolution HD"

Android Revolution HD är ett utvecklarteam för en hel serie av Custom ROM:s för en mängd olika smartphone-enheter. Teamets grundare går under pseudonymen "mike1986". För närvarande har Android Revolution HD stöd för 16 olika enheter.
En röd tråd och tillvägagångssätt genom samtliga utgåvor är att de baserar sig på den specifika enhetens officiella ROM. Teamet har inriktat sig på att förbättra prestandan och batteritiden. Man har även avlägsnat bloatwares, vilka är förinstallerade appar, ofta kommersiellt betingade i form av "prova på-versioner". XDA-Developers är ett forum och fungerar som tillhåll för programutvecklarna.

## Enheter som stöds[3]
| Enhet                      | Androidversion |
| -------------------------- | -------------- |
| HTC One                    | 4.3.0          |
| HTC One X                  | 4.2.2          |
| HTC One X+                 | 4.2.2          |
| HTC Sensation/XE/4G        | 4.0.3          |
| HTC Evo 3D (CDMA)          | 4.0.3          |
| HTC Amaze 4G               | 4.0.3          |
| HTC Incredible S           | 4.0.4          |
| HTC Inspire 4G             | 2.3.5          |
| HTC Desire HD              | 2.3.5          |
| Samsung Galaxy S3 (I9300)  | 4.1.2          |
| Samsung Galaxy S4 (I9505)  | 4.2.2          |
| Samsung Galaxy Note 2      | 4.1.2          |
| Samsung Galaxy Note 10.1   | 4.1.2          |
| Samsung Galaxy Nexus (GSM) | 4.3.0          |
| Samsung Galaxy Nexus (LTE) | 4.2.2          |
| Asus Eee Pad Transformer   | 4.0.3          |